# Benn Harradine
Benn Harradine (ur. 14 października 1982 w Newcastle) – australijski lekkoatleta specjalizujący się w rzucie dyskiem.
W 2006 roku zajął ósmą lokatę w igrzyskach Wspólnoty Narodów. Nie awansował do finału podczas igrzysk olimpijskich w Pekinie (2008) oraz mistrzostw świata w Berlinie (2009). W 2010 reprezentował Azję i Oceanię w pucharze interkontynentalnym zajmując w tych zawodach drugą lokatę. Zdobył złoty medal podczas igrzysk Wspólnoty Narodów w Nowym Delhi (2010). Wielokrotnie stawał na podium mistrzostw Australii.
Rekord życiowy: 68,20 (10 maja 2013, Townsville) – były rekord Australii i Oceanii oraz Australii.

## Osiągnięcia
| Rok  | Impreza                    | Miejsce        | Lokata            | Wynik |
| ---- | -------------------------- | -------------- | ----------------- | ----- |
| 2006 | Igrzyska Wspólnoty Narodów | Melbourne      | 8. miejsce        | 58,87 |
| 2008 | Igrzyska olimpijskie       | Pekin          | el. – 31. miejsce | 58,55 |
| 2009 | Mistrzostwa świata         | Berlin         | el. – 15. miejsce | 61,74 |
| 2010 | Puchar interkontynentalny  | Split          | 2. miejsce        | 66,45 |
| 2010 | Igrzyska Wspólnoty Narodów | Nowe Delhi     | 1. miejsce        | 65,45 |
| 2011 | Mistrzostwa świata         | Daegu          | 5. miejsce        | 64,77 |
| 2012 | Igrzyska olimpijskie       | Londyn         | 9. miejsce        | 63,59 |
| 2013 | Mistrzostwa świata         | Moskwa         | el. – 20. miejsce | 59,68 |
| 2014 | Igrzyska Wspólnoty Narodów | Glasgow        | 4. miejsce        | 61,91 |
| 2014 | Puchar interkontynentalny  | Marrakesz      | 5. miejsce        | 61,97 |
| 2015 | Mistrzostwa świata         | Pekin          | 10. miejsce       | 62,05 |
| 2016 | Igrzyska olimpijskie       | Rio de Janeiro | el. – 20. miejsce | 60,85 |
| 2017 | Mistrzostwa świata         | Londyn         | el. – 21. miejsce | 60,95 |